# The Witcher: Nightmare of the Wolf
The Witcher: Nightmare of the Wolf è un film d'animazione del 2021 diretto da Kwang Il Han.
Il film è uscito tra la prima e seconda stagione di The Witcher.

## Trama
Nel 1165, il witcher Vesemir salva un bambino da un leshen in una foresta di Kaedwen. Prima di morire, la creatura dice qualcosa in elfico antico, facendo pensare a Vesemir che fosse sotto il controllo di qualcuno. Vesemir riceve la visita dell'elfo Filavandrel, che pensa che il leshen fosse controllato da Kitsu, una maga elfa scomparsa tempo prima. Nel frattempo la maga Tetra Gilcrest cerca di convincere il re Kaedwani a spazzare via i witcher, ma Lady Zerbst, una nobildonna, è solidale con i witcher e parla a loro favore.
Vesemir ricorda la sua giovinezza quando, insieme alla sua migliore amica Illyana, era servitore di un nobile la cui amante fu salvata da un mahr da un witcher di nome Deglan con l'aiuto di Vesemir.  Attratto da promesse di denaro e ricchezze, Vesemir si recò a Kaer Morhen e subì l'addestramento e le mutazioni per diventare un witcher.
Al giorno d'oggi, Vesemir e un altro witcher, Luka, vengono arrestati per aver ucciso due cavalieri in una rissa in un bar.  Lady Zerbst convince il re a inviare Vesemir insieme a Tetra per liberare la foresta da Kitsu.  Consegna personalmente l'ordine della missione a Vesemir che la riconosce come Illyana. Vesemir e Tetra partono e lei gli racconta la storia di una giovane maga uccisa ingiustamente da un witcher come parte di una truffa, e che è convinta che tutti i witcher siano corrotti. Trovano Kitsu, mutata e ora in grado di lanciare potenti illusioni la quale evoca un basilisco. Vesemir e Tetra riescono ad uccidere il mostro, ma Kitsu scappa.
Seguendo Kitsu, la coppia si imbatte in una vecchia scuola di elfi abbandonata dove trovano i corpi di altre elfe scomparse.  Salvano Filavandrel, catturato da Kitsu, il quale spiega che Kitsu ha cercato di replicare gli esperimenti che sono stati fatti su di lei, e giungono alla conclusione che i responsabili furono i witcher, i quali creavano nuovi mostri per restare in attività. Vesemir ipotizza che i mostri che ha incontrato siano stati probabilmente creati a Kaer Morhen e parte per affrontare Deglan. Mentre se ne va, Tetra distrugge la tana di Kitsu, in seguito trova Kitsu e le due condividono la sofferenza subita a causa dei Witcher, alleandosi. Tornata a corte, racconta anche al re della responsabilità dei witcher nei recenti attacchi di mostri e riceve l'autorizzazione ad assediare Kaer Morhen. Il re fa giustiziare ingiustamente Luka nonostante le proteste di Lady Zerbst, la quale scappa per avvertire i witcher.
A Kaer Morhen, Deglan ammette a Vesemir di aver creato i mostri, inclusa Kitsu, per proteggere il loro stile di vita. La loro discussione viene interrotta da Illyana che li avvisa dell'assalto di Tetra. Tetra e la gente del posto attaccano Kaer Morhen con Kitsu e i suoi mostri. Illyana aiuta le reclute dei witcher a fuggire sulle montagne. Vesemir affronta Tetra. Quando sta avendo la meglio, Kitsu arriva e immerge Vesemir in un'illusione in cui ha sposato Illyana e ha avuto una famiglia. Tuttavia, Vesemir riesce a uscire dall'illusione e riprende lo scontro. Apparentemente riesce ad uccidere entrambe le avversarie, ma poi il tutto si rivela un'altra illusione: in realtà, Vesemir ha ferito mortalmente Illyana.
Furioso, Vesemir ingaggia una feroce battaglia con le due avversarie, riuscendo infine a sconfiggerle. Tetra rivela di essere la figlia della maga uccisa dal truffatore witcher della sua storia prima di essere uccisa da Deglan. Quest'ulimo, prima di morire per le ferite riportate, chiede a Vesemir di trovare le reclute e trasformarle in "uomini migliori". Su richiesta della morente Illyana, Vesemir permette a Kitsu di fuggire e porta via l'amica dal castello in fiamme. Vesemir porta Illyana in un lago, dove ha sempre sognato di vivere. I due condividono un breve momento prima che lei muoia pacificamente. 
Vesemir raggiunge le reclute, incluso un giovane Geralt, decidendo di addestrarle come ultimo gruppo di witcher.

## Distribuzione
Il film è stato distribuito sulla piattaforma Netflix a partire dal 23 agosto 2021.

## Sequel
A novembre del 2023 Netflix ha annunciato il sequel The Witcher: Le sirene degli abissi, basato sul racconto "Un piccolo sacrificio" e previsto per la fine del 2024.